# غريغوريو لافيلا
غريغوريو لافيلا (بالإسبانية: Gregorio Lavilla)‏ مواليد 29 سبتمبر 1973 في طراغونة، إسبانيا، هو متسابق دراجات نارية بريطاني. نافس في سباقات بطولة العالم لفئة 500 سي سي ولفئة 250 سي سي ولفئة 50 سي سي. كما شارك في بطولة العالم للسوبربايك وبطولة العالم للموتو جي بي.

## وصلات خارجية
- غريغوريو لافيلا على موقع MotoGP.com (الإنجليزية)
- غريغوريو لافيلا على موقع WorldSBK.com (الإنجليزية)

- الموقع الإلكتروني